# Louay Chanko
Louay "Lolo" Chanko (Södertälje, 29 de novembro de 1979) é um futebolista siríaco que atua como meia. Atualmente, joga pelo AaB Fodbold, da Suécia.